# Rex: Final Days of an Empire
Rex: Final days of an Empire è un gioco da tavolo realizzato da Christian T. Petersen e Corey Konieczka per l'editore statunitense Fantasy Flight Games.

## Ideazione
Il gioco è in realtà un rifacimento del classico Dune del 1979 di Bill Eberle e Jack Kittredge di cui riprende in pieno le meccaniche di gioco ma ambientato nell'universo di Twilight Imperium. Il cambio di ambientazione è stato necessario poiché la Fantasy Flight Games non detiene nessun diritto commerciale sui personaggi e sui nomi dell'Universo di Dune.

## Ambientazione
Il gioco è uno spin-off prequel di Twilight Imperium, ambientato circa 3.000 anni prima del fratello maggiore.
L'Impero dei Lazax dopo secoli di indebolimento è sull'orlo del collasso. Approfittando di questa debolezza la Federazione di Sol cinge d'assedio Mecatol Rex, il pianeta nativo dei Lazax, e sferra un bombardamento devastante sulla sua capitale Mecatol City appoggiati dalla razza di mercanti Hachan e dagli scienziati Jol-Nar; l'attacco ha causato la morte dell'ultimo imperatore dei Lazax. Il Barone Letnev ha inviato dei militari per saccheggiare ciò che può dal pianeta devastato mentre gli Xxcha tentano disperatamente un ultimo tentativo per risolvere la crisi galattica con la diplomazia ed evitare che l'intera galassia sprofondi nel caos e nell'instabilità.

## Meccaniche
Il tabellone di gioco riporta una mappa di Mecatol City con rappresentati i vari luoghi strategici, tra cui le cinque fortezze fondamentali per il controllo del pianeta.
Una partita è composta da otto turni di gioco, ciascuno di questi turni è diviso in più fasi in cui i vari giocatori possono ottenere influenza (la valuta del gioco), spendere influenza per comprare armi e privilegi, schierare e successivamente muovere truppe, stringere e rompere alleanze e patti commerciali con gli altri tre giocatori (se i giocatori sono solo 3 allora non sono permesse alleanze, se sono in 4 o 5 l'alleanza può essere di massimo due giocatori, in 6 sono consentite alleanze fino a 3 giocatori).
All'inizio di ogni turno le azioni dei giocatori saranno disturbate ed ostacolate dal bombardamento devastante che la potente Flotta Spaziale di Sol riverserà su alcuni settori della città scelti in modo casuale.
La partita si conclude se al termine di uno qualsiasi dei round di gioco un giocatore controlla almeno tre delle cinque fortezze di Mecatol City. Il numero di fortezze da controllare per vincere cresce se si è parte di una alleanza (quattro per un'alleanza di due giocatori, tutte e cinque per un'alleanza di tre giocatori). Esistono tuttavia condizioni di vittoria speciali per tre delle sei razze in gioco.

## Razze
Delle 10 razze presenti in Twilight Imperium solo 6 sono state riportate in questo spin-off, ogni razza detiene privilegi e ha caratteristiche particolari che influenzano la strategia di gioco.
Le razze presenti nel gioco base e le loro condizioni di vittoria sono:
- Emirato degli Hacan: questa razza può vincere la partita se al termine dell'ottavo turno di gioco i Sol non controllano il palazzo imperiale di Mecatol City e nessuno controlla 3 fortezze.
- Federazione di Sol: questa razza può vincere la partita se al termine dell'ottavo turno di gioco controlla il Palazzo Imperiale e il Mecatol Power South e nessuno controlla 3 fortezze.
- Regno Xxcha: questa razza prima dell'inizio della partita fa segretamente una predizione su quale razza vincerà e in che turno, se al termine della partita (anche se finita per il raggiungimento delle condizioni di vittoria degli Hacan o dei Sol) la previsione si rivelerà esatta gli Xxcha vinceranno automaticamente la partita.
- Università di Jol-Nar: questa razza non ha condizioni di vittoria speciali
- Baronia dei Letnev: questa razza non ha condizioni di vittoria speciali
- Impero Lazax: questa razza non ha condizioni di vittoria speciali